# Nemzetközi Török Nyelvi Olimpiák
A Nemzetközi Török Nyelvi Olimpiákat (törökül Uluslararası Türkçe Olimpiyatları) 2003 óta tartják meg. A játékokon török nyelven lehet szavalni, olvasni, színjátszani. 2008-ban a 6. török nyelvi olimpia május 21. és 31. között volt megtartva. Az első olimpián 17-en indultak, 2008-ban már 114-en.

## Érdekességek
Az 5. nyelvi olimpiát Európai nyelvi díjjal jutalmazták 2007-ben, a díjat Leonard Orban többnyelvűségi EU-biztos adta át.

## Résztvevők
Minden olyan 13 és 19 éves kor közötti személy részt vehet rajta, akinek török az anyanyelve. Az olimpián csak egyszer lehet indulni. 

## Fordítás
- Ez a szócikk részben vagy egészben  az   Internationale Türkisch-Olympiaden című német Wikipédia-szócikk ezen változatának fordításán alapul.  Az eredeti cikk szerkesztőit annak laptörténete sorolja fel. Ez a jelzés csupán a megfogalmazás eredetét és a szerzői jogokat jelzi, nem szolgál a cikkben szereplő információk forrásmegjelöléseként.
- Ez a szócikk részben vagy egészben  az   Uluslararası Türkçe Olimpiyatları című török Wikipédia-szócikk ezen változatának fordításán alapul.  Az eredeti cikk szerkesztőit annak laptörténete sorolja fel. Ez a jelzés csupán a megfogalmazás eredetét és a szerzői jogokat jelzi, nem szolgál a cikkben szereplő információk forrásmegjelöléseként.